# (6764) Kirillavrov
(6764) Kirillavrov (1981 TM3) – planetoida z pasa głównego asteroid okrążająca Słońce w ciągu 3,4 lat w średniej odległości 2,26 j.a. Odkryta 7 października 1981 roku.